# Pare-vapeur

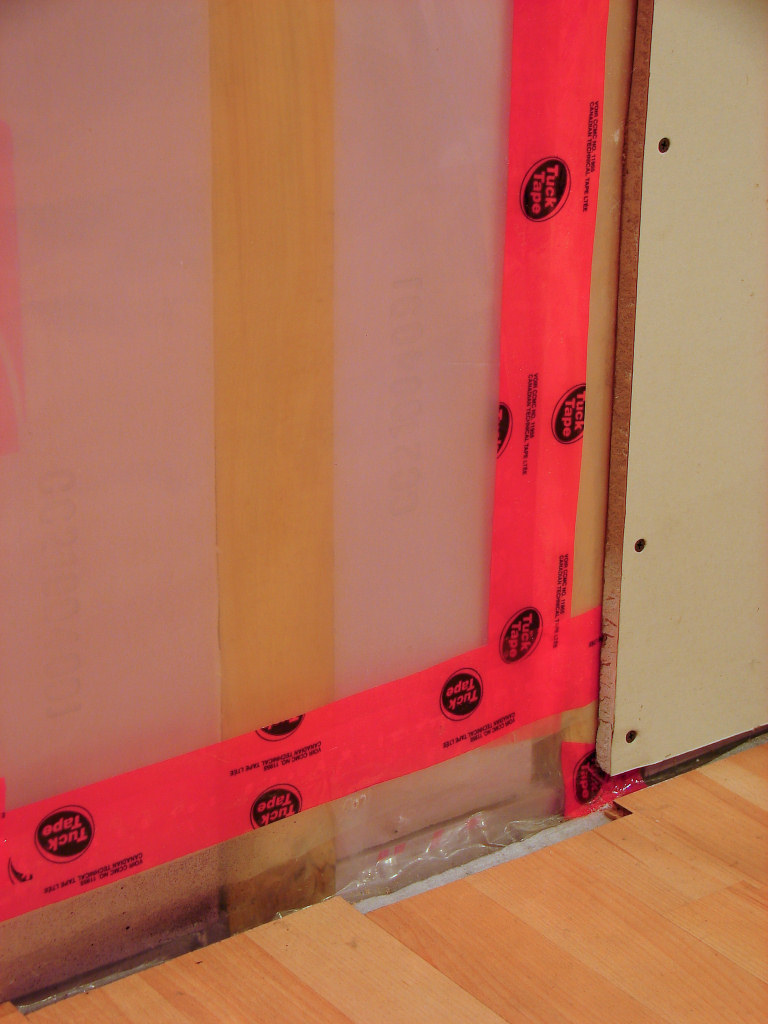
Pare-vapeur polyéthylène sur une paroi.

Le pare-vapeur ou membrane pare-vapeur est un produit de construction dont la fonction est d'entraver le cheminement de la vapeur d'eau à l'intérieur d'une paroi. Il s'agit souvent d'un écran souple de protection constitué d'un film et appliqué sur les surfaces intérieures (plafond, mur...). Un frein-vapeur est un produit ou un matériau de construction qui bloque une partie de la vapeur d'eau. En évitant la migration de la vapeur d'eau à l'intérieur des parois, le pare-vapeur permet d'éloigner le risque de condensation dans les murs, plafonds et planchers, pouvant conduire à une détérioration du bâti ou à une mauvaise qualité de l'air intérieur.

## Gestion de l'humidité dans les constructions

### Origine de la vapeur d'eau dans les constructions
L'humidité dans les constructions vient de deux sources principales : de l'eau à l'état liquide (infiltrations d'eau de pluie, remontées capillaires, mais également dégâts des eaux) et de la vapeur d'eau. La vapeur d'eau est produite durant le chantier par le séchage des matériaux comme les chapes, mortiers, enduits et peintures, voire par le séchage fortuit de matériaux ayant été exposés aux eaux de pluie. Durant l'utilisation du bâtiment, les occupants produisent de la vapeur d'eau par leur respiration et surtout par l'usage de ce bâtiment (séchage du linge ou cuisine par exemple). Les quantités d'eau transportées dans l'air sont beaucoup plus élevées que celles transportées par les matériaux.

### Condensation de la vapeur d'eau
La vapeur d'eau contenue dans l'air peut condenser sur des surfaces dont la température est inférieure ou égale au point de rosée,. Elle peut également se diffuser à travers une paroi lorsque les concentrations en vapeur d'eau sont différentes de part et d'autre de la paroi : il s'agit du phénomène de migration de la vapeur d'eau. Si au cours de cette migration à travers un matériau, la température de la paroi est inférieure ou égale au point de rosée, la vapeur d'eau va condenser à l'intérieur de la paroi.

### Impacts
L'humidité relative de l'air a un impact sur la sensation de confort dans un bâtiment : l'humidité optimale pour l'être humain se situe entre 30% et 80%HR. La conjonction entre une forte température et une forte humidité de l'air a un impact sur la santé humaine. Les condensations peuvent favoriser la prolifération de microorganismes. Ces moisissures ont des effets négatifs sur le système respiratoire, tout particulièrement sur les personnes sensibles,. La présence d'eau condensée sur ou à l'intérieur de la paroi est une source de dégradation des matériaux de construction,. La présence d'eau à l'intérieur d'un isolant diminue sa performance thermique.

### Occurrence
Dans la construction comme dans la réhabilitation, la volonté de diminuer l'impact énergétique d'un bâtiment conduit à améliorer l'étanchéité à l'air de celui-ci. La vapeur d'eau contenue dans l'air peut donc rester piégée à l'intérieur du bâtiment, augmentant le risque de condensation superficielle ou à l'intérieur des parois. Dans le bâti existant, la modification de l'enveloppe induit un bouleversement des transferts d'eau dans le bâtiment : cela peut conduire à des désordres majeurs affectant la structure.

## Description
Le pare-vapeur est une membrane apportant une résistance au passage de la vapeur d’eau : cette membrane peut être composée d'un film de PVC, de polyéthylène, de polyester, papier-plomb, papier goudronné, feuille d'aluminium. Certains pare-vapeur assurent en plus la fonction de membrane d'étanchéité à l'air. 

### Matériaux
En étanchéité des toitures-terrasses en France, le pare-vapeur est défini dans les DTU 43.1 et 43.11. Il se compose de plusieurs couches de matériaux dont la composition varie selon l’hygrométrie et le type de chauffage du local en dessous de la toiture, du type de protection de la toiture et du climat,,. Parmi les différentes couches constituant un pare-vapeur, il existe des matériaux à base de bitume comme l'enduit d'imprégnation à froid ou l'enduit d'application à chaud, des produits de construction en feuille préfabriquée, également à base de bitume, comme le bitume modifié par élastomère SBS, la feuille de bitume élastomérique 35 Alu, la feuille de bitume élastomère BE 35 pour les relevés et l'aluminium bituminé. 
Pour les parois et plafonds des bâtiments, le pare-vapeur est une feuille plastique ou élastomère souple. Plusieurs accessoires s'ajoutent à ce film, comme de la bande adhésive ou des accessoires de pénétration des différents réseaux (gaines électriques par exemple). Trois groupes de matières synthétiques sont employés : les plastiques, les élastomères et les élastomères thermoplastiques. En Europe, ces produits font l'objet d'une norme européenne NF EN 13984, qui définit leurs caractéristiques physiques minimales et les essais à réaliser pour prouver ces caractéristiques.
| Famille                      | Liste des matériaux                                        |
| ---------------------------- | ---------------------------------------------------------- |
| Plastiques                   | CSM, EEA, EBA, ECB, EVAC, FPO, FPP, PE, PE-C, PIB, PP, PVC |
| Élastomères                  | BR, CR, CSM, EPDM, IIR, NBR                                |
| Élastomères thermoplastiques | EA, MPR, SEBS, TPE-O et TPE-V                              |

### Caractéristiques physiques
En France, la membrane pare-vapeur est caractérisée par sa résistance à la diffusion de la vapeur d'eau, notée Sd. Le facteur Sd est l'épaisseur en mètre d’une couche d’air ayant la même perméance que le matériau considéré. Plus le facteur Sd est grand, plus le blocage du transfert de vapeur d'eau est grand. Il existe des pare-vapeurs de valeur Sd supérieure ou égale à 50 m qui bloquent fortement la vapeur d'eau tout comme des valeurs plus faibles, inférieures à 15 m. Le Sd d'un frein-vapeur n'est pas clairement défini dans les textes, il est usuellement considéré comme inférieur à 15 m. Les pare-vapeur hygrovariables ont une valeur Sd qui varie en fonction de l'hygrométrie.